# اندری ویدنر
اندری ویدنر (انگلیسی: Andree Wiedener؛ زادهٔ ۱۴ مارس ۱۹۷۰) بازیکن فوتبال اهل آلمان است.
از باشگاه‌هایی که در آن بازی کرده‌است می‌توان به باشگاه فوتبال آینتراخت فرانکفورت و باشگاه ورزشی وردر برمن اشاره کرد.